# Центр компетенції з протиповітряної та протиракетної оборони наземного базування

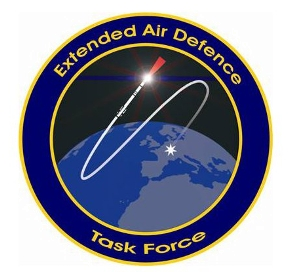
Логотип EADTF з 2009 по 2014, став основою логотипу CC SBAMD

Центр компетенції з протиповітряної та протиракетної оборони наземного базування (англ. Competence Centre for Surface Based Air and Missile Defence, CC SBAMD) — центр передового досвіду з удосконалення протиповітряної та протиракетної оборони і двонаціонального співробітництва, в якому беруть участь Німеччина і Нідерланди. Він базується на авіабазі поблизу м. Рамштайн-Мізенбах. Створений у вересні 2014 року на основі реформування Розширеної оперативної групи протиповітряної оборони (EADTF).
CC SBAMD не інтегрований до структури командування НАТО і системи протиповітряної оборони НАТО. Разом з тим, центр активно співпрацює з AIRCOM НАТО, JAPCC, проводить на своїй базі та у виїзному режимі курси і тренування персоналу держав-членів НАТО з частин протиповітряної та протиракетної оборони.